# Twisto Polska
Twisto Polska – firma technologiczna oferująca płatności odroczone. Firma została założona w czerwcu 2013 roku w Czechach. W lipcu 2018 r. stworzono Twisto Polska Sp. z o.o. z siedzibą w Warszawie. W listopadzie 2021 r. Twisto dołączyło do Zip.
Twisto oferuje odroczone płatności omnichannel - bezpośrednio w sklepach internetowych oraz w aplikacji, dzięki której klient może przesunąć lub rozłożyć na raty płatność za zakup dokonany online i offline.
Z usług fintechu do listopada 2021 r. skorzystało przeszło milion osób. Twisto jako metoda płatności jest dostępna w kilkudziesięciu tysiącach sklepów internetowych.
Partnerami Twisto w Polsce są PayU i ING Bank Śląski. Firma jest Członkiem Związku Przedsiębiorstw Finansowych w Polsce.

## Historia
Firma powstała w Czechach w 2013 r. jako fintech udostępniający usługę kup teraz, zapłać później. Jej głównym założycielem jest Michal Smida. W 2015 r. firma uzyskała licencję instytucji płatniczej Narodowego Banku Czeskiego, dzięki temu może świadczyć usługi płatności odroczonych na terenie Unii Europejskiej.
Dwa lata później, w 2017 r., Twisto pozyskało inwestorów - takich jak ING Bank Śląski, grupa ING, Uniqua i Enern. W 2018 r. firma rozpoczęła ekspansję zagraniczną i w lipcu weszła na rynek polski. Tak powstało Twisto Polska Sp. z o.o. z siedzibą w Warszawie, z partnerem strategicznym - ING BSK. W 2019 r. do App Store i Google Play trafiła aplikacja Twisto w Polsce. W tym samym roku do inwestorów Twisto dołączyły fundusze Finch Capital i Velocity Capital, a liczba zarejestrowanych użytkowników w Polsce wyniosła 70 tys.
W 2020 r. firma wprowadziła nową usługę - możliwość robienia zakupów na raty. Dzięki niej klienci fintechu mogli zacząć rozkładać swoje wydatki od 3 do 12 rat.  W 2020 r. użytkownicy Twisto zyskali możliwość płatności mobilnych - w marcu za pomocą Google Pay, a w październiku - Apple Pay. We wrześniu 2020 r. wprowadzono dwa plany taryfowe Twisto - Online, który jest bezpłatny i Space - który jest planem płatnym, zawierającym dodatkowe usługi i możliwości.
Wraz z początkiem 2021 r. grono inwestorów Twisto poszerzyło się o globalnego lidera płatności odroczonych – Zip Co i wspierany przez Raiffeisen Bank International fundusz fintech Elevator Ventures. Tym samym firma pozyskała 72 mln zł na rozwój płatności odroczonych w Europie Środkowej. Dodatkowo w styczniu 2021 r. płatności Twisto zostały uruchomione na platformie PayU. Dzięki tej integracji usługa płatności odroczonych Twisto stała się dostępna dla większej liczby klientów, a sklepy, które posiadają bramkę płatniczą PayU, zyskały możliwość prostego uruchomienia odroczonych płatności w swoim sklepie.
W listopadzie 2021 r. Twisto dołączyło do Zip, globalnego lidera BNPL. Wartość transakcji przejęcia czeskiego fintechu wyniosła blisko 100 mln EUR.